# Radio Grün-Weiß

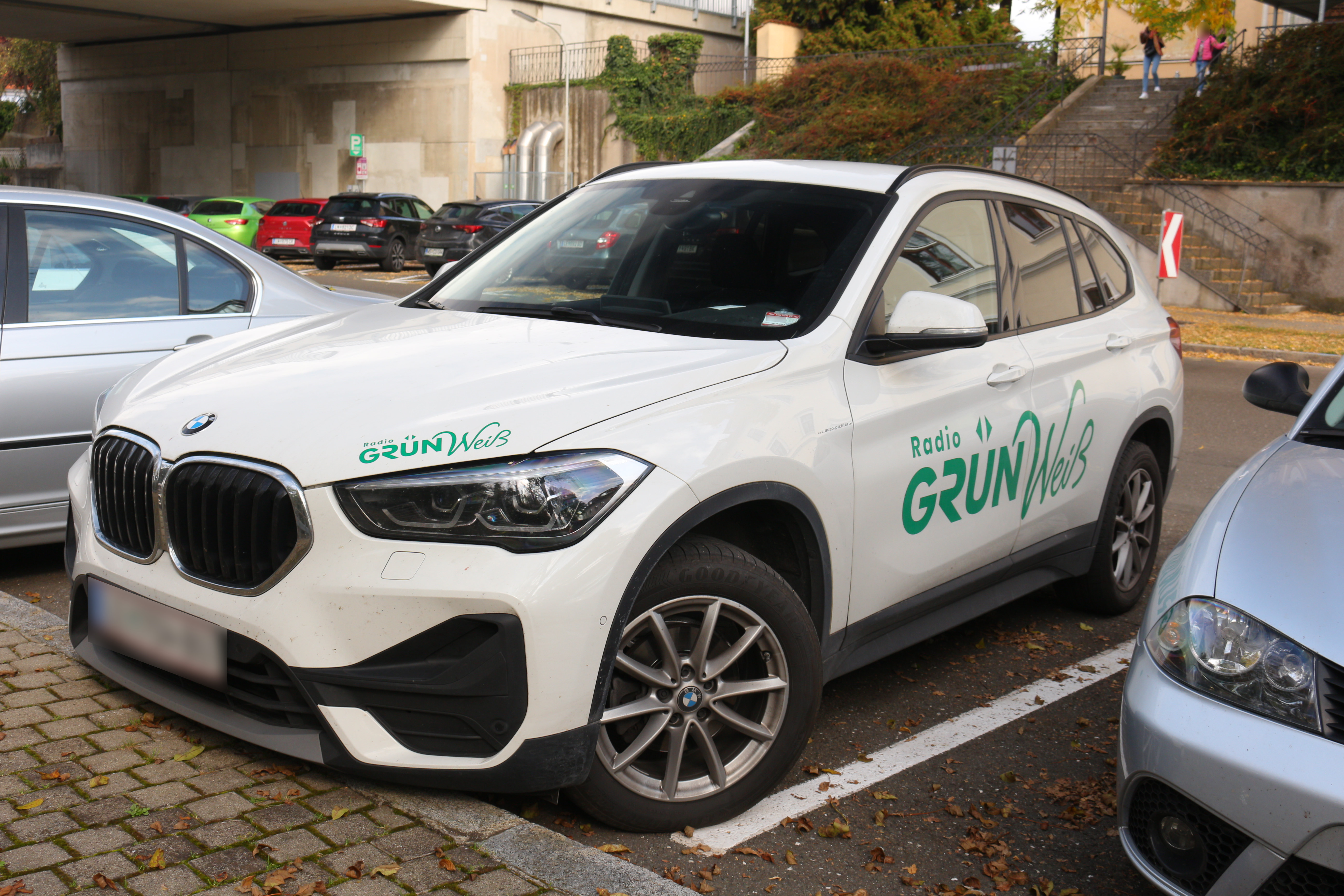
Firmenauto von Radio Grün-Weiß (2022)

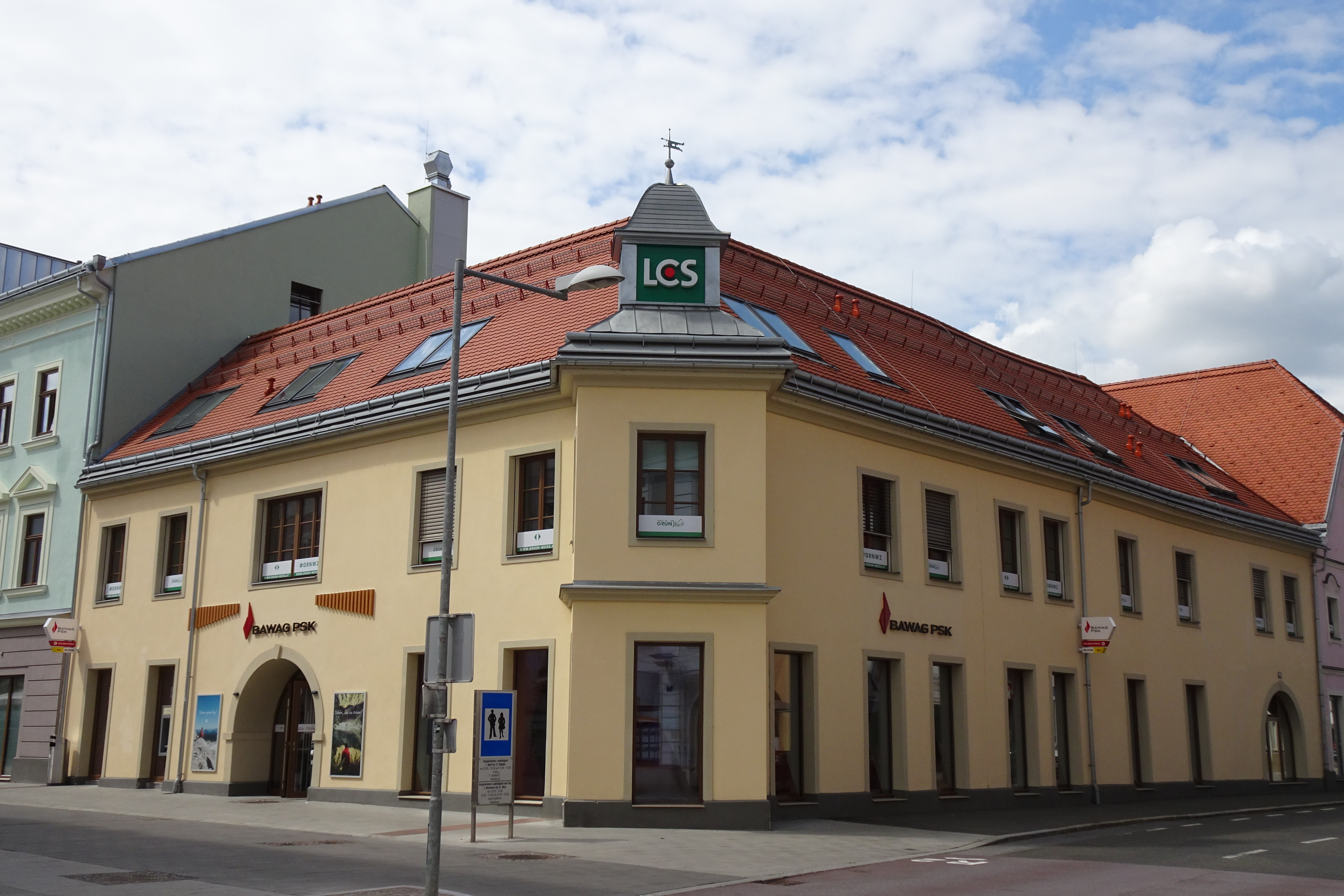
Seit 2018 Sitz von Radio Grün-Weiß: Langgasse 6, Leoben (2022)

Radio Grün-Weiß ist ein Radiosender im österreichischen Bundesland Steiermark. Der in Leoben beheimatete Sender ist 1998 als erstes Lokalradio in der Obersteiermark auf Sendung gegangen. Dieser bietet Musik für ein breites Publikum. Der Name leitet sich aus den Farben des steirischen Wappens her.

## Geschichte
Im Frühjahr 1998 startete der Sender in der Gemeinde Proleb auf UKW 102,6 MHz. Ein Jahr später übersiedelte der Sender neben mittlerweile vier aktiven Frequenzen in sein neues Sendestudio in Leoben. Dieses befand sich im Bankgebäude der Volksbank am Leobener Hauptplatz – mit einem kleinen Live-Studio im Foyer im Erdgeschoß und weiteren Räumlichkeiten im Dachgeschoß des Gebäudes. Die Studios im benachbarten Proleb wurden aufgelassen. 2001 lehnte der damalige Mehrheitsgesellschafter (Volksbank Mürztal-Leoben) das Angebot einer Übernahme durch den Senderverbund KroneHit ab.
Seit 2015 sind die beiden Moderatoren Peter Petzner und Nicole Gollnhuber die neuen Eigentümer von Radio Grün-Weiß. Im selben Jahr wurde das Sendegebiet auf das Enns- und Paltental erweitert.
Nach vorangegangenen Umbauarbeiten und einer Erweiterung des Leoben City Shopping (LCS) bezog der Sender 2018 sein neues Studio im 1. Obgeschoß an der Ecke Langgasse 6/Josef-Graf-Gasse 7. Seit Herbst 2020 sendet Radio Grün-Weiß auch in der Region Graz und Graz-Umgebung. Radio Grün-Weiß hält derzeit eine technische Reichweite von rund 735.000 Personen. Weitere Ausbauten des Sendegebietes sind geplant (Süd- und Oststeiermark). Seit 21. Juni 2024 ist Radio Grün-Weiß auch via DAB+ zu empfangen.

## Musikformat und Zielgruppe
Die musikalische Stilrichtung des Senders bewegt sich im Melodie-Oldie Format. Die Musikmischung mit Schlager und Evergreens richtet sich an 25- bis 60-jährige Hörer.

## Belege
1. ↑  Geschichte des Senders. Abgerufen am 28. Januar 2025.
2. ↑  Radio Grün Weiß GmbH, firmenabc. Abgerufen am 28. Januar 2025.
3. 1 2  RTR, Erweiterung des Sendegebiets. Abgerufen am 28. Januar 2025.
4. ↑  RTR, Zulassung zur Veranstaltung eines Hörfunkprogramms. Abgerufen am 28. Januar 2025.
5. ↑  RTR, Erweiterung des Sendegebiets. Abgerufen am 28. Januar 2025.
6. ↑  RTR, Leistungserhöhung Kapfenberg. Abgerufen am 28. Januar 2025.
7. ↑  RTR, Erweiterung des Sendegebiets. Abgerufen am 28. Januar 2025.
8. ↑  RTR, Erweiterung des Sendegebiets. Abgerufen am 28. Januar 2025.
9. ↑  ORS group, Sendernetz MUX II Kärnten & Steiermark & Burgenland. Abgerufen am 28. Januar 2025.